# Pietro Trinchera
Pietro Trinchera (Naples, 11 juin 1707 - Naples, 12 février 1755) est un librettiste italien.

## Biographie
Fils d'un notaire, Pietro Trinchera a d'abord suivi les traces de son père, mais il a bientôt abandonné cette activité au profit du théâtre. Il a fait ses débuts en tant que dramaturge en 1726 avec La moneca fauza o La forza de lo sango, une comédie en  napolitain. Il a poursuivi ensuite son activité de librettiste sans jamais être en mesure d'atteindre la notoriété. Il a produit de nombreuses autres comédies et de nombreux livrets, qui ont satisfait les goûts du public, mais ont été souvent soumis à la censure, car ils dénonçaient les abus et les fraudes du clergé qui souhaitait garder son emprise sur le peuple de Naples. C'est pour cette raison qu'il a été condamné à six mois de prison. En 1747, il a repris en tant que gestionnaire le Teatro dei Fiorentini, pour lequel il a engagé la dot de sa femme Angela Maria Verusio qu'il avait épousée en 1744. Il a dirigé le théâtre avec des hauts et des bas jusqu'en 1755, lorsque la société a fait faillite et qu'il a de nouveau été enfermé dans les prisons de Ponte di Tappia, où il a décidé de se tuer en s'empoisonnant.
La date de naissance de Trinchera a fait l'objet de discussions. Elle a été reconnue être le 11 juin 1707 grâce à la découverte, par le professeur de littérature italienne à l'Université de Naples Giuseppina Scognamiglio, dans le Fonds des mariages faisant partie des archives diocésaines de Naples d'une attestation de baptême de Pietro Trinchera associée à la publication de mariage du compositeur.

## Livrets
- Li innamorate corrivate
- Le 'mbrogle p'ammore (mis en musique par Odoardo Carasali)
- La simpatia del sangue (mis en musique par Leonardo Leo)
- Don Pasquino (mis en musique par Giovan Gualberto Brunetti, 1735)
- Lo corrivo (mis en musique par Giovan Gualberto Brunetti, 1736
- Lo secretista (mis en musique par Carlo Cecere, 1738
- La rosa (mis en musique par Papebrochio Fungoni, 1738
- L'amante impazzito (mis en musique par Matteo Capranica, 1738
- Il barone Zampano (mis en musique par Nicola Antonio Porpora) 1739
- La tavernola obenterosa (mis en musique par Carlo Cecere, 1741
- Ciommella correvata (mis en musique par Nicola Bonifacio Logroscino) 1744
- Le zite (mis en musique par Nicola Bonifacio Logroscino) 1745
- Le fenziune abbenturate (mis en musique par Pietro Comes, 1745
- La finta vedova (mis en musique par Niccolò Conforto, 1746
- Il concerto (mis en musique par Gaetano Latilla) 1746
- L'Emilia (basato su Lo castiello sacchejato di Francesco Oliva; mis en musique par Matteo Capranica, 1747
- La vennegna (mis en musique par Pietro Comes, 1747
- L’abate collarone (mis en musique par Domenico Fischietti, 1749
- Il tutore 'nnamurato (mis en musique par Nicola Calandra, 1749
- Il mercante innamorato (mis en musique par Antonio Corbisiero, 1750
- L'Aurelio (basato su Alidoro di Gennaro Antonio Federico; mis en musique par Matteo Capranica, 1751
- Lo finto innamorato (mis en musique par Antonio Corbisiero, 1751
- Il finto cieco (mis en musique par Gioacchino Cocchi, 1752; mis en musique par Gaetano Andreozzi, 1791)
- Elmira generosa (mis en musique par Balbera Emanuele, 1753

## Comédies
- La moneca fauza ou La forza de lo sango 1726
- La Gnoccolara ovvero lli nnammorate scorchigliate 1733
- Notà Pettolone 1748